# Nate Carr
Nate Carr (Pensilvania, Estados Unidos, 24 de junio de 1960) es un deportista estadounidense retirado especialista en lucha libre olímpica donde llegó a ser medallista de bronce olímpico en Seúl 1988.

## Carrera deportiva
En los Juegos Olímpicos de 1988 celebrados en Seúl ganó la medalla de bronce en lucha libre olímpica de pesos de hasta 68 kg, tras el luchador soviético Arsen Fadzayev (oro) y el surcoreano Park Jang-soon (plata).